# Zacharia (zoon van Jojada)

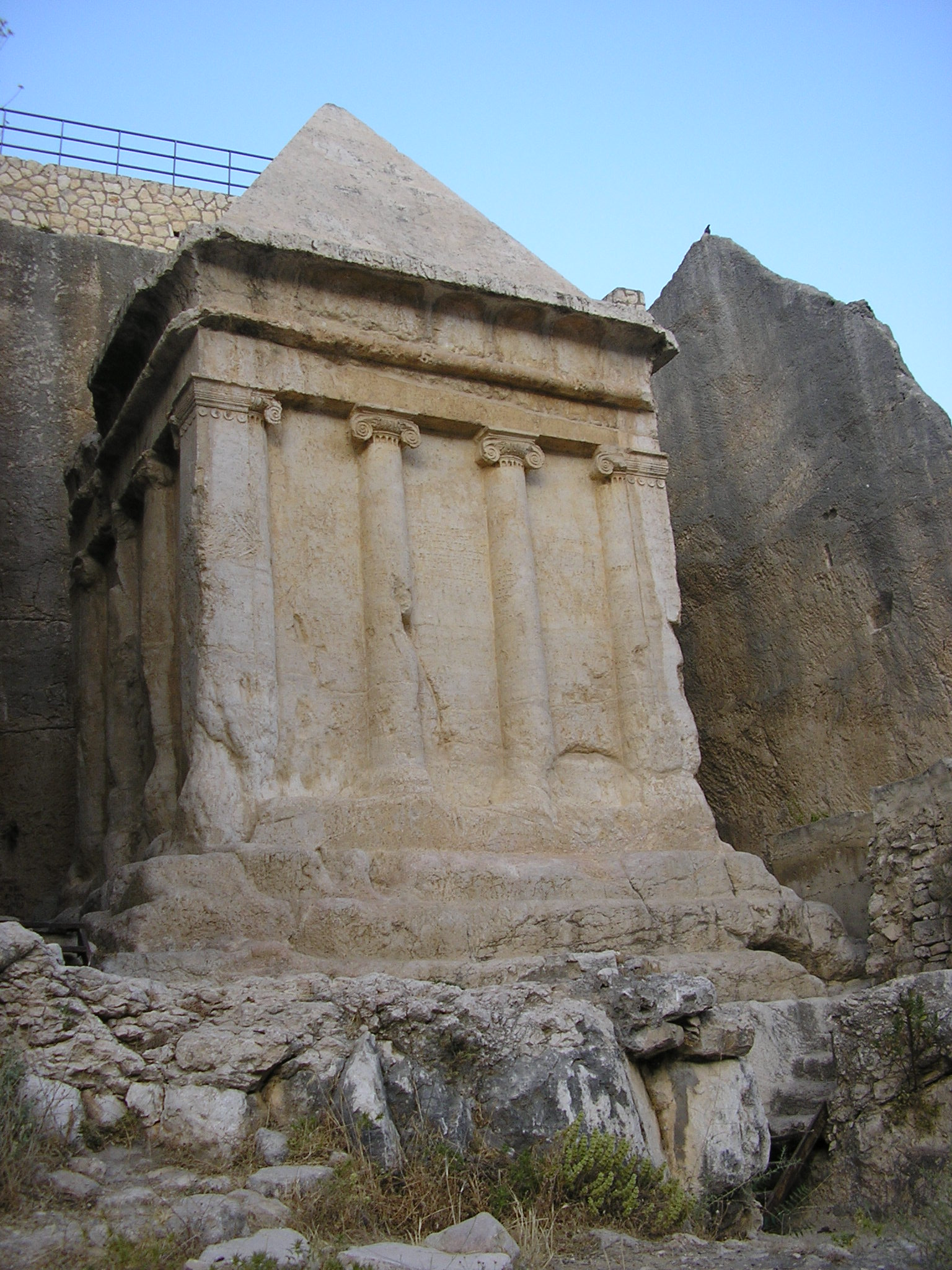
Graf van Zacharia (zoon van Jojada) op de Olijfberg

Zacharia, de zoon van de hogepriester Jojada, wordt genoemd in 2 Kronieken 24:21, tijdens de regering van de koningen Achazja en Joas. Na de dood van Jojada veroordeelde hij moedig koning zowel als volk voor hun afkeren van God, waarop de koning bevel gaf hem te stenigen. Hij stierf in de voorhof van de tempel.
In het Nieuwe Testament wordt deze Zacharia door Jezus genoemd (Lucas 11:51; Matteüs 23:35).